# Embalse de Santa María de Belsué
El embalse de Santa María de Belsué es un embalse español situado en la sierra de Guara. Recoge las aguas del río Flumen. Se encuentra en la espacio protegido del parque natural de la Sierra y los Cañones de Guara y dentro del término municipal de Nueno. Debe su nombre al despoblado de Santa María de Belsué.

## Historia
Aguas abajo del embalse de Santa María de Belsué, hubo de construirse el embalse de Cienfuens, contemporáneamente, debido a las filtraciones en el vaso del primero.